# HD 191220
HD 191220 eller HR 7698 är en ensam stjärna belägen i den mellersta delen av stjärnbilden Oktanten. Den har en  skenbar magnitud av ca 6,14 och är mycket svagt synlig för blotta ögat där ljusföroreningar ej förekommer. Baserat på parallax enligt Gaia Data Release 3 på ca 13,33 mas, beräknas den befinna sig på ett avstånd på ca 245 ljusår (75 parsek) från solen. Den rör sig bort från solen med en heliocentrisk radialhastighet på ca 0,1 km/s. Den skenbara ljusstyrkan hos HD 191220 är förminskad med 0,22 magnitud på grund av interstellärt stoft.

## Egenskaper
HD 191220 är en vit till blå stjärna i huvudserien av spektralklass A2/3 mA8-F0, som är en kemiskt speciell Am-stjärna med metallinjer i dess spektrum av en stjärna av spektralklass A8-F0. Den har en massa som är ca 2,2 solmassor, en radie som är ca 2,2 solradier och utsänder energi från dess fotosfär motsvarande ca 15,6 gånger solen vid en effektiv temperatur av ca 7 700 K. Stjärnan har en metallicitet liknande solens.